# Уотерфорд (футбольный клуб)
«Уо́терфорд» (ирл. Cumann Peile Phort Láirge, англ. Waterford Football Club; с 1982 по 2016 год был известен под названием «Уо́терфорд Юна́йтед» ирл. Cumann Peile Phort Láirge Aontaithe, англ. Waterford United Football Club) — ирландский футбольный клуб из города Уотерфорд, основанный в 1930 году. Клубные цвета — синий и белый. Играет в Первой лиге Ирландии.

## Достижения
Чемпион Ирландии (6)1965/66, 1967/68, 1968/69, 1969/70, 1971/72, 1972/73
Обладатель Кубка Ирландии (2)1937, 1980
Обладатель Кубка ирландской лиги (2)1973/74, 1984/85
Обладатель Трофея Ирландской лиги (5)1930/31, 1936/37, 1952/53, 1958/59, 1968/69